# Bosham

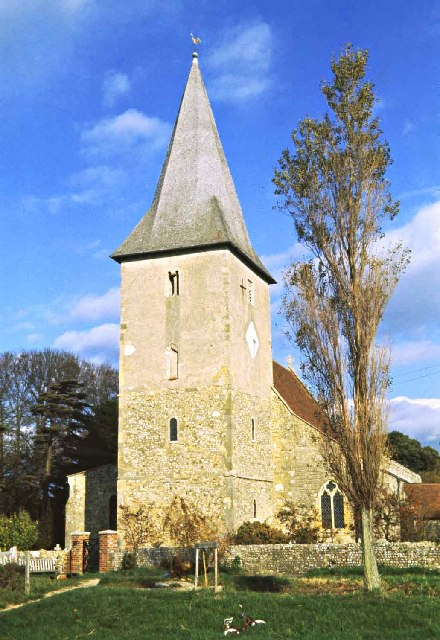
Clocher de l'église de la Sainte-Trinité

Bosham (/ˈbɒzəm/) est un petit village côtier et une commune du district de Chichester, dans le West Sussex. Il est distant d'environ 3 miles de Chichester depuis l'ouest.
Bosham est localement composé de deux parties : Bosham village et Bosham nord, mieux connu sous le nom de Broadbridge.

## Patrimoine culturel

### Église de la Sainte Trinité
La ville est connue pour son église, dédiée à la Sainte Trinité au début du XIVe, mais qui a des éléments architecturaux antérieurs : une crypte du XIIIe et surtout une tour-clocher dont la base est saxonne (vers 800) et dont la partie haute a été érigée après la conquête normande de l'Angleterre.

### Digues, chaussée submersible
Une autre curiosité est la chaussée submersible qui fait le tour de l'anse de Bosham, passe devant le village et aboutit sur le port au débouché de l'anse. Établie au niveau de l'estran, elle est submergée à chaque marée. Les maisons sur le pourtour de l'anse sont protégées par des digues hautes d'un mètre environ ou des murs renforcés par des contreforts, qui ont le même usage.

## La tapisserie de Bayeux
Le nom de Bosham figure dans la tapisserie de Bayeux en 1064, après un entretien avec le roi Édouard le Confesseur, le comte Harold Godwinson vient prier dans l'église de la localité puis festoie dans le manoir qu'il y possède, avant de s'embarquer pour le continent, où il rencontre le duc Guillaume de Normandie.
Des fouilles réalisées en 2025 ont révélé une grande structure en bois, typique des résidences royales du 11e siècle. Selon les archéologues, il se pourrait bien que cette infrastructure apparaisse sur la tapisserie de Bayeux.

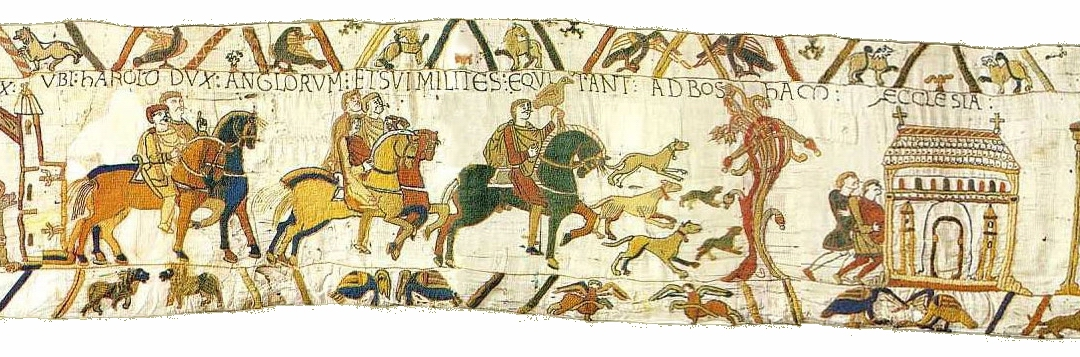
Le nom de Bosham figure sur la tapisserie de Bayeux.

## Sources
1. ↑  « Un secret caché dans la tapisserie de Bayeux dévoilé par les archéologues », sur RTBF (consulté le 13 février 2025)

- (en) Cet article est partiellement ou en totalité issu de l’article de Wikipédia en anglais intitulé « Bosham » (voir la liste des auteurs).